# Moussa Hojeij
Moussa Hojeij (en árabe: موسى علي حجيج‎; Beirut, Líbano; 6 de agosto de 1974) es un exfutbolista y entrenador de fútbol del Líbano que jugaba en la posición de centrocampista. Actualmente es el entrenador del Safa SC de la Primera División de Líbano.

## Carrera

### Club
| Periodo   | Club               |
| --------- | ------------------ |
| 1994–2006 | Nejmeh SC          |
| 2006–2008 | Al Mabarra Club    |
| 2008–2009 | Al Khoyol FC       |
| 2009–2011 | Shabab Al Sahel FC |
| 2011–2013 | Nejmeh SC          |

### Selección nacional
Jugó para Líbano en 39 ocasiones de 1996 a 2002 y anotó seis goles; y participó en los Juegos Asiáticos de 1998 y en la Copa Asiática 2000.

### Entrenador
| Periodo   | Club               |
| --------- | ------------------ |
| 2012–2014 | Nejmeh SC          |
| 2014      | Al Nabi Chit FC    |
| 2015      | Racing Club Beirut |
| 2015–2016 | Shabab Al Sahel FC |
| 2016–2017 | Racing Club Beirut |
| 2017      | Al Ahed SC         |
| 2017–2018 | Tripoli SC         |
| 2018      | Nejmeh SC          |
| 2020–2021 | Nejmeh SC          |
| 2022      | Nejmeh SC          |
| 2023–     | Safa SC            |

## Otros Cargos
Entre 2018 y 2020 fue analista de los partidos de la selección nacional para el canal beIN Sports.
El 10 de junio de 2021 Hojeij anunció su candidatura a la presidencia de la Federación de Fútbol de Líbano; donde su oponente era el entonces presidente de la asociación Hashem Haidar. Las elecciones fueron el 29 de junio en Beirut, en la que Haidar ganó por 40 votos a 4.

## Logros

### Jugador
Nejmeh
- Lebanese Premier League: 1999–00, 2001–02, 2003–04, 2004–05
- Lebanese FA Cup: 1996–97, 1997–98, 2011–12
- Lebanese Elite Cup: 1996, 1998, 2001, 2002, 2003, 2004, 2005
- Lebanese Super Cup: 2000, 2002, 2004

Mabarra
- Lebanese FA Cup: 2007–08

Individual
- Equipo Ideal del Líbano por la IFFHS.[14]
- Mejor Jugador de la Liga Premier de Líbano: 1999–2000,[15] 2001–02[16]
- Mejor Jugador de la Liga Premier de Líbano por aficionados: 1998–99, 2000–01, 2002–03
- Mejor Gol de la Liga Premier de Líbano: 2002–03[17]
- Equipo Ideal de la Liga Premier de Líbano: 1996–97,[18] 1997–98,[19] 1998–99,[20] 1999–2000,[21] 2000–01,[22] 2001–02,[23] 2002–03,[24] 2003–04,[25] 2004–05[26]

### Entrenador
Shabab Sahel
- Copa Desafío Libanés: 2015

Racing Beirut
- Copa Desafío Libanés: 2016

Individual
- Mejor Entrenador de la Liga Premier de Líbano: 2011–12[27]